# Anisocycla cymosa
Anisocycla cymosa là một loài thực vật có hoa trong họ Biển bức cát. Loài này được Troupin mô tả khoa học đầu tiên năm 1949.

## Đặc điểm
Anisocycla cymosa là một loại cây bụi leo, thân cây có đường kính lên tới 5cm. 

## Phân bổ
Loài cây này thường được tìm thấy ở khu vực nhiệt đới miền Trung Châu Phi và miền Bắc Cộng hòa Dân chủ Congo. Chúng thường sống ở những bờ sông nhiều cát và ở ven rừng xung quanh thảm thực vật thoáng đãng ở nơi ẩm ướt.

## Công dụng
Lá và rễ cây có tác dụng giảm đau và bồi bổ. Nó cũng đóng vai trò là một hỗn hợp được sử dụng trong điều trị đau thấp khớp và đau dạ dày. Rễ, lá và hạt chứa nhiều alkaloid, vai trò của chúng trong hóa học thần kinh vẫn đang được nghiên cứu.